# Svenska cupen i fotboll 2007
Svenska cupen i fotboll 2007 spelades mellan 24 mars och 27 september 2007 och vanns av Kalmar FF, som i finalmatchen på Fredriksskans IP besegrade IFK Göteborg med 3-0.

## Final
Nytt för 2007 var att ett av finallagen spelade på hemmaplan. Efter lottning fick Kalmar FF fördelen av hemmaplan. Matchen sändes i TV4 Sport.